# Organising Bureau of European School Student Unions
Das Organizing Bureau of European School Student Unions (OBESSU) ist der europäische Dachverband nationaler Schüler- und Schülervertretungsorganisationen mit Sitz in Brüssel. Derzeit hat Giuseppina Tucci die Position der Generalsekretärin inne.
Das OBESSU ist Mitglied im europäischen Jugendforum.

## Ziele
Das OBESSU verfolgt folgende Ziele:
- größere Solidarität, Kooperation und Verständnis zwischen den Jugendlichen in Europa und im Speziellen zwischen Schülerinnen und Schülern und ihren nationalen Organisation zu erzeugen
- alle Diskriminierungen und Ungerechtigkeiten im europäischen Bildungssystem zu beseitigen
- mit allen Schülerorganisationstrukturen in Europa zusammenzuarbeiten, um eine echte europaweite Kooperation zu schaffen
- die Interessen und Ansichten der europäischen Schüler gegenüber den europäischen Bildungsinstitutionen zu vertreten
- größeres Verständnis zwischen den Völkern zu erzeugen, um die Entwicklung einer friedlichen und sicheren Umgebung zu erlauben und damit die Entwicklung jedes Individuums zu erleichtern
- die Qualität und Verfügbarkeit der Demokratie in der Bildung in Europa zu unterstützen und zu verbessern

## Organisation
Das oberste Organ der Organisation ist die Generalversammlung, die jährlich abgehalten wird und den fünfköpfigen Vorstand auf zwei Jahre wählt. 
Das OBESSU organisiert jährlich etwa fünf europaweite Konferenzen und Seminare für Schüler- und Schülerinnenvertretungen. 

## Projekte und Kampagnen
Zurzeit arbeitet die OBESSU für eine Anerkennung der Erklärung der Schülerrechte, die 2006 von den Mitgliedsorganisationen erarbeitet und verabschiedet wurde. Im Herbst 2008 startete dazu die "Light on the Rights" - Kampagne, die europaweit zu mehr Anerkennung der Erklärung führen soll.

## Geschichte
Das OBESSU wurde im April 1975 in Dublin gegründet und umfasst seit 2019 31 Mitgliedsorganisationen, drei assoziierte (Affiliate Member) und zwei kandidierende Organisationen (Candidate Member). Aus dem deutschsprachigen Raum ist die deutsche Bundesschülerkonferenz, die österreichische Aktion Kritischer Schülerinnen und Schüler sowie die schweizerische Union der Schülerorganisationen CH/FL Mitglied. Darüber hinaus ist der deutsche Verein "SV Bildungswerk" ein assoziiertes Mitglied.